# سبا

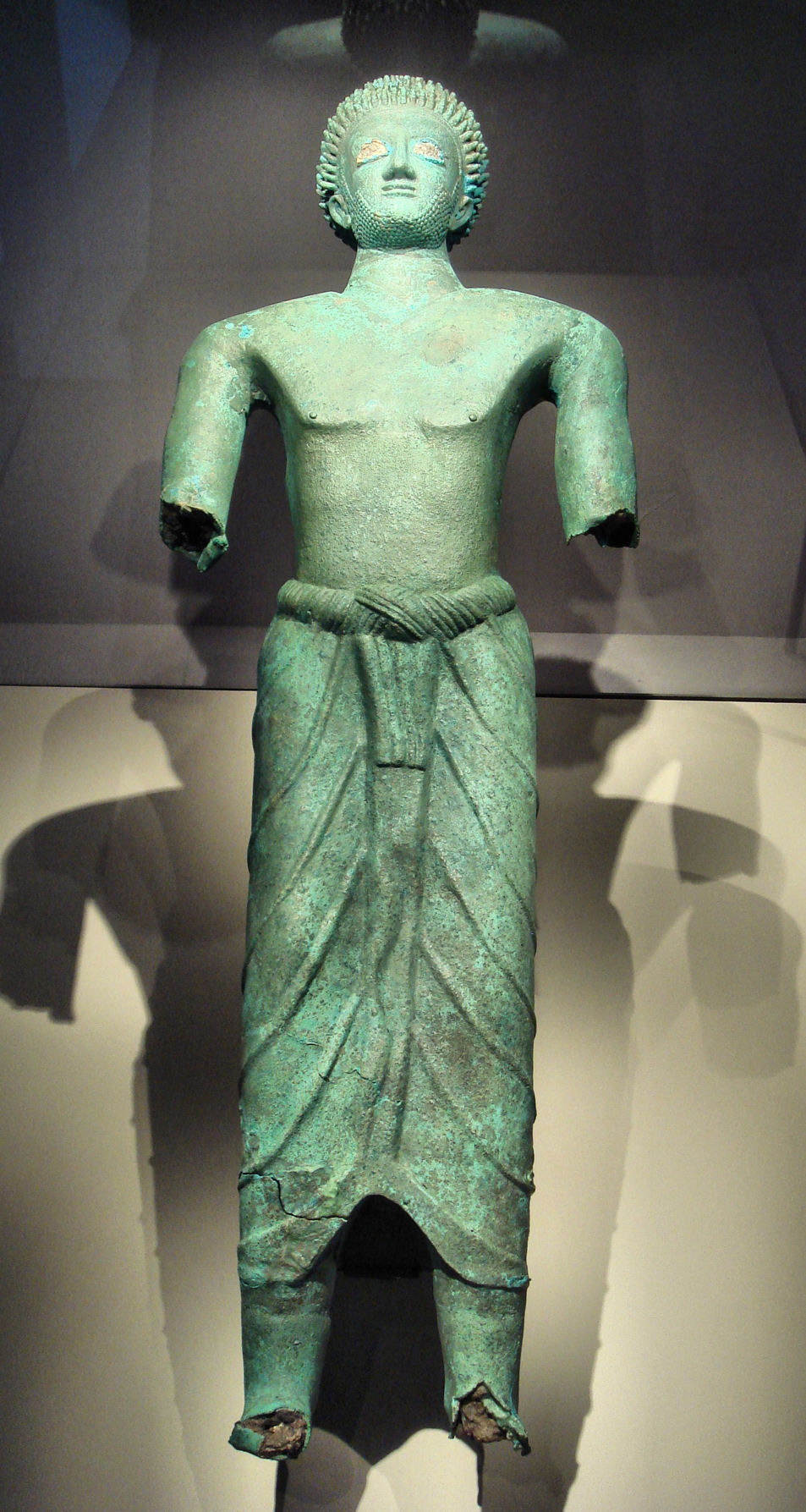
مجسمه برنزی متعلق به یکی از پادشاهان عرب سبا

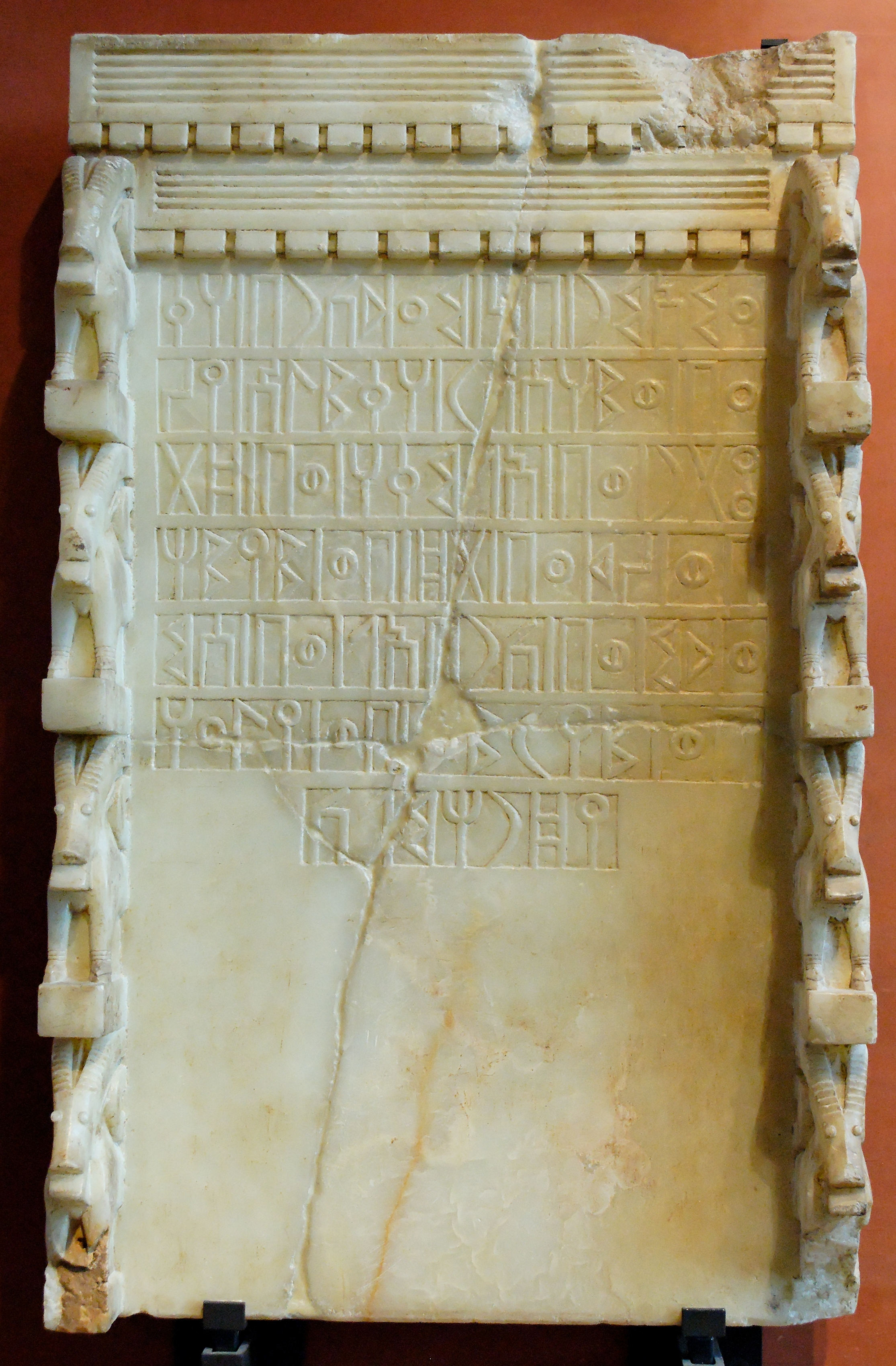
کتیبه‌ای به خط المسند، الفبای باستانی پادشاهی عربی سبا

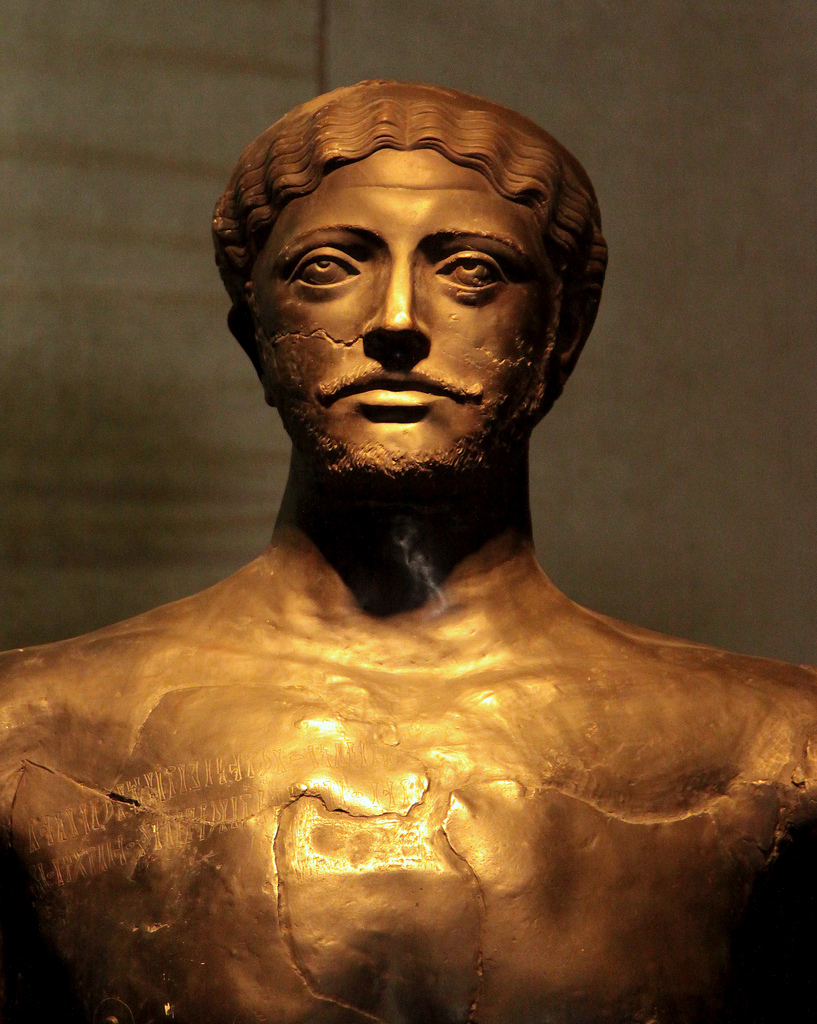
مجسمه برنزی متعلق به ذمار علی، از پادشاهان دودمان حِمیَری سبا، متعلق به قرن ۴ میلادی

دولت سَبَأ از حکومت‌های باستانی منطقه یمن و از مهم‌ترین و معروف‌ترین دولت‌ها و ممالک تاریخ گذشتهٔ شبه‌جزیره عربستان بود که در جنوب دولت معین و شمال دولت قتبان و شمال غربی حضرموت و در سمت مشرق ربع‌الخالی واقع بوده‌است و به‌تدریج اسم و شهرتش بر سایر ممالک مجاور غلبه کرد. به احتمال زیاد، آغاز تشکیل این دولت از قرن هشتم یا آغاز قرن نهم قبل از میلاد مسیح است. از این زمان تا انقراض دولت مستقل یمن در دست حبشی‌ها در ۵۲۵ مسیحی (میلادی) تاریخ سلطنت «سبأ» به چهار دوره تقسیم می‌شود که در واقع دو دوره اول آن دولت سبأ به معنی خاص بوده و در دو دوره بعد اگرچه اسم دولت «عنوان سبا» داشت اما بیشتر نفوذ و حکومت در دست اقوام دیگر یمنی بود. حدس قوی می‌رود که این چهار دوره با چهار واقعه توأم است یعنی انتهای اولی و آغاز دومی با انقراض کامل (یا از دست رفتن موقع مهم) دولت معین و ابتدای سومی با از میان رفتن دولت قتبان و بالا گرفتن نفوذ ریدان و حِمیَرها و ابتدای چهارمی با استیلای اولی حبشه و انقراض دولت حَضرَموت مقارن است.
دوره اول حکومت کهنه که به اسم «مکارب» یعنی سبأ نامیده می‌شود از ابتدای امر دولت سبأ تا حدود قرن ششم قبل از میلاد مسیح (یا اواسط قرن هشتم) فرمان‌روای مملکت سبأ بودند.
نام‌های چند تن از این پادشاهان سبأ از کتیبه‌ها به دست آمده که روی هم رفته پنج اسم می‌شود (یعنی نام‌ها مکرر می‌شود) و به احتمال قوی ۱۴ نفر از آن‌ها یک سلسله را تشکیل می‌دهند که پشت بر پشت در مملکت سبأ حکم‌رانی کرده‌اند.
چند نفر از آن‌ها اسم مشابه مانند: یثعمر یا یثمر دارند.
در کتیبه‌ها و نقش‌های آشوری‌ها ذکر شده‌است که دولت سبأ در زمان پادشاه تیگلت‌پیلسر سوم و پادشاه سارگون دوم و سناخریب برپا شده‌است؛ و ابتدای تأسیس آن از سال ۸۰۰ قبل از میلاد تا سال ۱۱۵ قبل از میلاد که مبدأ تاریخ دوره جدیدی در مملکت سبأ است می‌باشد.

## اصل سبأ
طبق نظر مؤرخان، سبئیان قومی عرب بودند و طبق گفته‌های علمای نسب‌شناس عرب نیای آنان سباء بن یشجب بن یعرب بن قحطان، ملقّب به عبدالشمس، است. همچنین قبایل عرب قحطانی چون مذحج و طی و غیره از دیرباز خود را از تبار قوم عرب سباء می‌دانستند. به‌ظن قوی، مردم سبأ از همان ابتدا بَدُو یا بادیه‌نشین بوده‌اند و در طول ایام سال از شمال و جنوب شبه جزیرهٔ عرب در حال حرکت بودند؛ ولی براثر فشارهای پیاپی آشوری‌ها در سال ۸۰۰ قبل از میلاد در بلاد یمن استقرار یافتند و مملکت سبأ را بنیاد نهادند و براثر ضعف دولت معین رفته‌رفته حدود دولتشان را گسترش دادند تا تمام خاک آن دولت را اشغال کردند و به دولت سبأ پیوند داده مملکت بزرگ سبأ را ایجاد کردند. بعد از انقراض دولت معین توسط سبأ، مردم سبأ زبان و دین و رسوم مردم معین را به ارث بردند و پس از تأسیس مملکت بزرگ سبأ شهر صرواح را پایتخت خود قرار دادند؛ اما بعد از ساختن سد تاریخی مأرب پایتخت مملکت خویش را به شهر مأرب انتقال دادند. با ساختن این سد عظیم و ایجاد باغ‌های مرکبات و نخل خرما و دیگر فرآورده‌های کشاورزی، بر تجارت مملکت سبأ افزوده شد و محصولات کشاورزی از سبأ به سایر مناطق مجاور حمل می‌شد و مردم سبأ براثر ثروت فراوانِ حاصل‌از بنای آن سد عظیم بر راه‌های تجارتی تسلط کامل پیدا کرده بودند. نفوذ مملکت سبأ ابتدا از یمن به نجد و سپس تا حجاز گسترش یافت و این دولت بر راه‌های تجارتی عالم، که از شبه‌جزیره عربستان عبور می‌کرد و به سوریه و مصر باستان می‌رفت، نفوذ کامل داشت. دولت سبأ در سر راه تجارتی این مناطق ایست‌های بازرسی و پاسگاهای نظامی و اماکن نظارت بر راه‌های قافله‌ها ساخته بود و در واحات شمالی این راه‌ها مراکز دولتی و حکومت‌های محلیی تعیین کرده بود که بر سِیر قوافل نظارت می‌کرد؛ یکی از این واحات «دیدن» (العلا) بود که مرکز سربازان مملکت سبأ به‌شمار می‌رفت. برپایه کتیبه‌ها و نقوشات السبئیون، عصر دولت سبأ به دو مرحله تقسیم می‌شود: مرحله اول «مرحله مکارب» است که در آن حاکم سبأ به لقب «مکرب» یعنی (مقرب) از آلهه و مردم (حاکم واسطه بین ملت و آلهه) ملقب است؛ در این مرحله مکارب شهر صرواح را پایتخت مملکت خود قرار داده بود که باساختن سد تاریخی مأرب پایتخت به شهر مأرب انتقال یافت. این مرحله از عصر مکارب را از سال ۸۰۰ قبل از میلاد تا سال ۶۵۰ قبل از میلاد نوشته‌اند. مرحله دوم «پادشاهان سبأ» است که در آن حکام سبأ لقب «ملوک سبأ» برخود گرفته بودند؛ این مرحله از آغاز سال ۶۵۰ قبل از میلاد تا نهایت سال ۱۱۵ قبل از میلاد ادامه یافته‌است.